# Sukarno
Ahmed Sukarno, rojen kot Kusno Sosrodihardjo indonezijski politik in državnik, * 6. junij 1901, Surabaya, Nizozemska vzhodna Indija, † 21. junij 1970, Džakarta, Indonezija.
V državi, ki je bila znana kot Nizozemska vzhodna Indija je vodil uspešen odpor proti vladavini Nizozemcev. Štiri leta po razglasitvi neodvisnosti 17. avgusta 1945 je postala Indonezija neodvisna država s Sukarnom na čelu. Bil je avtokratski voditelj, katerega oblast so zaznamovale predvsem korupcija in gospodarske težave. Leta 1963 se je razglasil za dosmrtnega predsednika. Štiri leta kasneje ga je z vojaškim udarom strmoglavil Suharto.
Sukarno je bil eden od pobudnikov gibanja neuvrščenih.